# 爱德华·施泰内曼
爱德华·施泰内曼（德語：Eduard Steinemann，1906年8月2日—1937年6月28日），瑞士前男子竞技体操运动员。他曾获得1928年夏季奥运会男子团体全能金牌和1936年夏季奥运会男子团体全能银牌。